# Матчи сборной Ленинграда по футболу (1926)
Сезон 1926 года стал 25-м в истории сборной Ленинграда по футболу.
В нём сборная провела
- 9 официальных матчей (все товарищеские междугородние)
- 11 неофициальных
  - в том числе 1 международный

## Классификация матчей
По установившейся в отечественной футбольной истории традиции официальными принимаются
- Все соревновательные матчи[К 4] официальных турниров — чемпионатов СССР, Российской империи и РСФСР — во времена, когда они проводились среди сборных городов (регионов, республик), и сборная Санкт-Петербурга (Ленинграда) была субъектом этих соревнований; к числу таковых относятся также матчи футбольных турниров на Спартакиадах народов СССР 1956 и 1979 года.
- Междугородние товарищеские игры сборной сильнейшего состава без формальных ограничений[К 5] с адекватным по статусу соперником. Матчи с клубами Санкт-Петербурга и других городов, со сборными не сильнейшего состава и т. п. составляют другую категорию матчей.
- Международные матчи с соперниками топ-уровня — в составах которых выступали футболисты, входившие в национальные сборные либо выступавшие в чемпионатах (лигах) высшего соревновательного уровня своих стран — как профессионалы, так и любители[К 6]. Практиковавшиеся (в основном, в 1920—1930-х годах) международные матчи с так называемыми «рабочими» и им подобными по уровню командами, состоявшими, как правило, из неконкурентоспособных игроков-любителей невысокого уровня, заканчивавшиеся обычно их разгромными поражениями, отнесены в отдельную категорию матчей.

## Статистика сезона
| 1926           |                                             |     |
| Н (1)          | Ленинград — Ленинград (II)                  | 6:3 |
| Н (2)          | Ленинград — Ленинград (II)                  | 7:2 |
| МГ 29          | Ленинград — Москва                          | 5:2 |
| МГ 30          | Ленинград — Москва                          | 3:5 |
| Н (3)          | Ленинград (II) — Москва                     | 5:0 |
| Н (4)          | Ленинград — Ленинград (II)                  | 4:4 |
| МГ 31          | Ленинград — Харьков                         | 5:0 |
| Н (5)          | Ленинград (II) — Харьков                    | 4:0 |
| МГ 32          | Ленинград — Харьков                         | 1:2 |
| Н (6)          | Ленинград (II) — Финляндия (TUL)            | 2:2 |
| Н (7)          | Ленинград — Харьков (металлисты)            | 4:0 |
| МГ 33          | Ленинград — Одесса                          | 1:2 |
| МГ 34          | Ленинград — Одесса                          | 7:4 |
| Н (8)          | Ленинград (III) — «Динамо» (сборная, РСФСР) | 1:5 |
| МГ 35          | Ленинград — Москва                          | 1:0 |
| Н (9)          | Ленинград (II) — Москва                     | 2:2 |
| МГ 36          | Ленинград — Москва                          | 1:0 |
| Н (10)         | Ленинград — Москва (II)                     | 4:4 |
| МГ 37          | Ленинград — Закавказье                      | 4:2 |
| Н (11)         | Ленинград — «Динамо» Ленинград              | 6:4 |
| Итого          |                                             |     |
| И В Н П М      |                                             |     |
| 9 6 0 3 28−17  |                                             |     |
| 11 6 4 1 45−26 |                                             |     |

## Официальные матчи

### 53. Ленинград — Москва — 5:2
Междугородний товарищеский матч 29 (отчет)

| Ленинград                                                            | 5:2 | Москва                                     |
| -------------------------------------------------------------------- | --- | ------------------------------------------ |
| - Г.Архангельский 19′ (3:1)′ - М.Бутусов (2:0)′ 87′ - Антипов (4:1)′ |     | - (1:2)′ (пен.) Жибоедов - (2:4)′ Д.Маслов |

| Игрок                   | Клуб                             |                                 | Вышел на замену | Гол  |
| ----------------------- | -------------------------------- | ------------------------------- | --------------- | ---- |
| Соколов, Николай        | «Динамо»                         | Серебряный гол · Серебряный гол | 2               | (-2) |
|                         |                                  |                                 |                 |      |
| Эммерих, Эдуард         | «Спартак» Василеостровский район |                                 | 4               | 2    |
| Ежов, Пётр              | «Спартак» Выборгский район       |                                 | 16              |      |
|                         |                                  |                                 |                 |      |
| Филиппов III, Пётр      | «Спартак» Василеостровский район |                                 | 15              | 1    |
| Батырев, Павел          | «Спартак» Петроградский район    |                                 | 20              | 1    |
| Гуськов, Александр      | «Спартак» Петроградский район    |                                 | 9               |      |
|                         |                                  |                                 |                 |      |
| Егоров, Константин      | «Спартак» Выборгский район       |                                 | 7               |      |
| Бутусов, Михаил         | «Спартак» Выборгский район       | Гол · Гол                       | 18              | 16   |
| Архангельский, Григорий | «Спартак» Выборгский район       | Гол · Гол                       | 1               | 2    |
| Антипов, Пётр           | «Спартак» Выборгский район       | Гол                             | 14              | 3    |
| Казаринов, Павел        | «Красный путиловец»              |                                 | 1               |      |

| Москва      |     |
| ----------- | --- |
| Малышев     |     |
|             |     |
| К.Блинков   |     |
| М.Соколов   |     |
|             |     |
| Ленчиков    |     |
| В.Ратов     |     |
| Пахомов     |     |
|             |     |
| А.Макаров   |     |
| Мурашев     |     |
| Д.Маслов    | Гол |
| К.Тюльпанов |     |
| Жибоедов    | Гол |

### 54. Ленинград — Москва — 3:5
Междугородний товарищеский матч 30 (отчет)

| Ленинград                                                          | 2:5 | Москва                                      |
| ------------------------------------------------------------------ | --- | ------------------------------------------- |
| - Батырев 16′ - П.Филиппов 33′ (пен.) ~85' (пен.) - М.Бутусов ~55′ |     | - 15′ 18′ 75′ ~80′ Б.Дементьев - 62′ Чеснов |

| Игрок                   | Клуб                             |                                                                                    | Вышел на замену | Гол  |
| ----------------------- | -------------------------------- | ---------------------------------------------------------------------------------- | --------------- | ---- |
| Рябов, Анатолий         | «Спартак» Петроградский район    | Серебряный гол · Серебряный гол · Серебряный гол · Серебряный гол · Серебряный гол | 1               | (-5) |
|                         |                                  |                                                                                    |                 |      |
| Эммерих, Эдуард         | «Спартак» Василеостровский район |                                                                                    | 5               | 2    |
| Ежов, Пётр              | «Спартак» Выборгский район       |                                                                                    | 17              |      |
|                         |                                  |                                                                                    |                 |      |
| Филиппов III, Пётр      | «Спартак» Василеостровский район | Гол                                                                                | 16              | 2    |
| Батырев, Павел          | «Спартак» Петроградский район    | Гол                                                                                | 21              | 2    |
| Гуськов, Александр      | «Спартак» Петроградский район    |                                                                                    | 10              |      |
|                         |                                  |                                                                                    |                 |      |
| Егоров, Константин      | «Спартак» Выборгский район       |                                                                                    | 8               |      |
| Бутусов, Михаил         | «Спартак» Выборгский район       | Гол                                                                                | 19              | 17   |
| Архангельский, Григорий | «Спартак» Выборгский район       |                                                                                    | 2               | 2    |
| Колотушкин, Модест      | «Спартак» Петроградский район    |                                                                                    | 4               | 2    |
| Казаринов, Павел        | «Красный путиловец»              |                                                                                    | 2               |      |

| Москва       |                       |
| ------------ | --------------------- |
| М.Леонов     |                       |
|              |                       |
| К.Блинков    |                       |
| В.Лапшин     | ~85'                  |
|              |                       |
| В.Ратов      |                       |
| Селин        |                       |
| Никишин      |                       |
|              |                       |
| Чеснов       | Гол                   |
| Вик. Соколов |                       |
| Б.Дементьев  | Гол · Гол · Гол · Гол |
| М.Загрядсков |                       |
| Н.Сорокин    |                       |

### 55. Ленинград — Харьков — 5:0
Междугородний товарищеский матч 31 (отчет)

| Ленинград                                                            | 5:0 | Харьков |
| -------------------------------------------------------------------- | --- | ------- |
| - Батырев 30′ (пен.) 45′ (пен.) 55′ (пен.) ~80′ (пен.) - Антипов 38′ |     |         |

| Игрок              | Клуб                             |                       | Вышел на замену | Гол  |
| ------------------ | -------------------------------- | --------------------- | --------------- | ---- |
| Савинцев, Николай  | «Спартак» Володарский район      |                       | 1               | (-0) |
|                    |                                  |                       |                 |      |
| Эммерих, Эдуард    | «Спартак» Василеостровский район |                       | 6               | 2    |
| Ежов, Пётр         | «Спартак» Выборгский район       |                       | 18              |      |
|                    |                                  |                       |                 |      |
| Филиппов III, Пётр | «Спартак» Василеостровский район |                       | 17              | 2    |
| Батырев, Павел     | «Спартак» Петроградский район    | Гол · Гол · Гол · Гол | 22              | 6    |
| Воног, Владимир    | «Красный путиловец»              |                       | 5               |      |
|                    |                                  |                       |                 |      |
| Егоров, Константин | «Спартак» Выборгский район       |                       | 9               |      |
| Бутусов, Михаил    | «Спартак» Выборгский район       |                       | 20              | 17   |
| Иванов, Георгий    | «Спартак» Центральный район      |                       | 5               |      |
| Антипов, Пётр      | «Спартак» Выборгский район       | Гол                   | 15              | 4    |
| Казаринов, Павел   | «Красный путиловец»              |                       | 3               |      |

| Харьков    |     |
| ---------- | --- |
| Норов      |     |
|            |     |
| Н.Кротов   |     |
| К.Фомин    | 55' |
|            |     |
| Ус         |     |
| В.Фомин    |     |
| Привалов   |     |
|            |     |
| Губарев    |     |
| Шпаковский |     |
| Натаров    |     |
| Алферов    |     |
| Казаков    |     |

### 56. Ленинград — Харьков — 1:2
Междугородний товарищеский матч 32 (отчет)

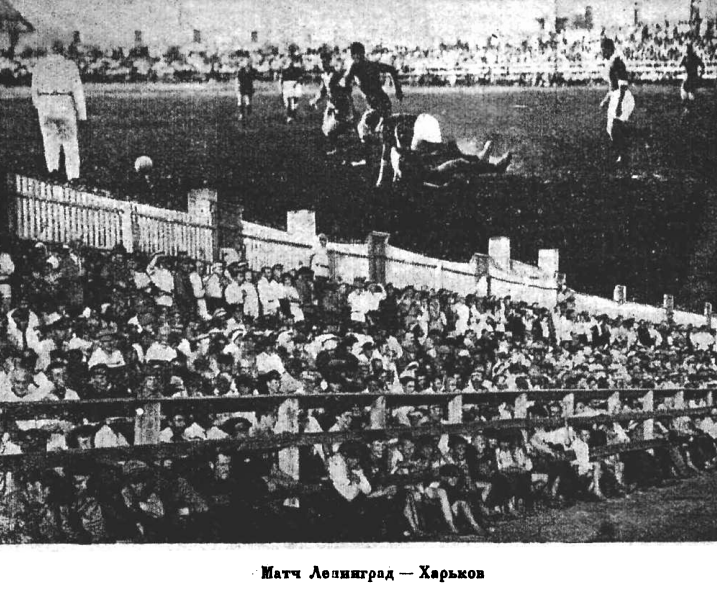

| Ленинград             | 1:2 | Харьков                   |
| --------------------- | --- | ------------------------- |
| - Бутусов, Михаил 75′ |     | - 20′ Абакумов - ~50′ Бем |

| Игрок              | Клуб                             |                                 | Вышел на замену | Гол  |
| ------------------ | -------------------------------- | ------------------------------- | --------------- | ---- |
| Савинцев, Николай  | «Спартак» Володарский район      | Серебряный гол · Серебряный гол | 2               | (-2) |
|                    |                                  |                                 |                 |      |
| Эммерих, Эдуард    | «Спартак» Василеостровский район |                                 | 7               | 2    |
| Ежов, Пётр         | «Спартак» Выборгский район       |                                 | 19              |      |
|                    |                                  |                                 |                 |      |
| Филиппов III, Пётр | «Спартак» Василеостровский район |                                 | 18              | 2    |
| Батырев, Павел     | «Спартак» Петроградский район    |                                 | 23              | 6    |
| Воног, Владимир    | «Красный путиловец»              |                                 | 6               |      |
|                    |                                  |                                 |                 |      |
| Егоров, Константин | «Спартак» Выборгский район       |                                 | 10              |      |
| Бутусов, Михаил    | «Спартак» Выборгский район       | Гол                             | 21              | 18   |
| Иванов, Георгий    | «Спартак» Центральный район      |                                 | 6               |      |
| Антипов, Пётр      | «Спартак» Выборгский район       |                                 | 16              | 4    |
| Казаринов, Павел   | «Красный путиловец»              |                                 | 4               |      |

| Харьков  |     |
| -------- | --- |
| Норов    |     |
|          |     |
| Кладько  |     |
| К.Фомин  |     |
|          |     |
| Ус       |     |
| В.Фомин  |     |
| Ситцевой |     |
|          |     |
| Губарев  |     |
| Абакумов | Гол |
| Алферов  |     |
| Бем      | Гол |
| Привалов |     |

### 57. Ленинград — Одесса — 1:2
Междугородний товарищеский матч 33 (отчет)

| Ленинград                    | 1:2 | Одесса                     |
| ---------------------------- | --- | -------------------------- |
| - Батырев, Павел ~65′ (пен.) |     | - 20′ Левков - ~75′ Коваль |

| Игрок              | Клуб                             |                                 | Вышел на замену | Гол  |
| ------------------ | -------------------------------- | ------------------------------- | --------------- | ---- |
| Савинцев, Николай  | «Спартак» Володарский район      | Серебряный гол · Серебряный гол | 3               | (-4) |
|                    |                                  |                                 |                 |      |
| Эммерих, Эдуард    | «Спартак» Василеостровский район |                                 | 8               | 2    |
| Ежов, Пётр         | «Спартак» Выборгский район       |                                 | 20              |      |
|                    |                                  |                                 |                 |      |
| Филиппов III, Пётр | «Спартак» Василеостровский район |                                 | 19              | 2    |
| Батырев, Павел     | «Спартак» Петроградский район    | Гол                             | 24              | 7    |
| Воног, Владимир    | «Красный путиловец»              |                                 | 7               |      |
|                    |                                  |                                 |                 |      |
| Егоров, Константин | «Спартак» Выборгский район       |                                 | 11              |      |
| Бутусов, Михаил    | «Спартак» Выборгский район       |                                 | 22              | 18   |
| Иванов, Георгий    | «Спартак» Центральный район      |                                 | 7               |      |
| Антипов, Пётр      | «Спартак» Выборгский район       |                                 | 17              | 4    |
| Кусков, Владимир   | «Спартак» Василеостровский район |                                 | 1               |      |

| Харьков      |     |
| ------------ | --- |
| Типикин      |     |
|              |     |
| Жук          |     |
| Котов        |     |
|              |     |
| Капустин     |     |
| Пионтковский |     |
| Попов        |     |
|              |     |
| А.Штрауб     |     |
| Коваль       | Гол |
| Осипенко     |     |
| Злочевский   |     |
| Левков       | Гол |

### 58. Ленинград — Одесса — 7:4
Междугородний товарищеский матч 34 (отчет)

| Ленинград             | 7:4 | Одесса                                |
| --------------------- | --- | ------------------------------------- |
| - Антипов - М.Бутусов |     | - 70′ (7:2)′ (7:3)′ (7:4)′ Злочевский |

| Игрок              | Клуб                             |                                                                   | Вышел на замену | Гол  |
| ------------------ | -------------------------------- | ----------------------------------------------------------------- | --------------- | ---- |
| Савинцев, Николай  | «Спартак» Володарский район      | Серебряный гол · Серебряный гол · Серебряный гол · Серебряный гол | 4               | (-8) |
|                    |                                  |                                                                   |                 |      |
| Эммерих, Эдуард    | «Спартак» Василеостровский район |                                                                   | 9               | 2    |
| Ежов, Пётр         | «Спартак» Выборгский район       |                                                                   | 21              |      |
|                    |                                  |                                                                   |                 |      |
| Филиппов III, Пётр | «Спартак» Василеостровский район |                                                                   | 20              | 2    |
| Батырев, Павел     | «Спартак» Петроградский район    |                                                                   | 25              | 7    |
| Воног, Владимир    | «Красный путиловец»              |                                                                   | 8               |      |
|                    |                                  |                                                                   |                 |      |
| Егоров, Константин | «Спартак» Выборгский район       |                                                                   | 12              |      |
| Бутусов, Михаил    | «Спартак» Выборгский район       | Гол · Гол                                                         | 23              | 20   |
| Иванов, Георгий    | «Спартак» Центральный район      |                                                                   | 8               |      |
| Антипов, Пётр      | «Спартак» Выборгский район       | Гол · Гол · Гол · Гол · Гол                                       | 18              | 9    |
| Кусков, Владимир   | «Спартак» Василеостровский район |                                                                   | 2               |      |

| Харьков      |                       |
| ------------ | --------------------- |
| Типикин      |                       |
|              |                       |
| Жук          |                       |
| Котов        |                       |
|              |                       |
| Капустин     |                       |
| Пионтковский |                       |
| Попов        |                       |
|              |                       |
| Афанасьев    |                       |
| Коваль       |                       |
| Зенкевич     |                       |
| Злочевский   | Гол · Гол · Гол · Гол |
| Левков       |                       |

### 59. Ленинград — Москва — 1:0
Междугородний товарищеский матч 35 (отчет)

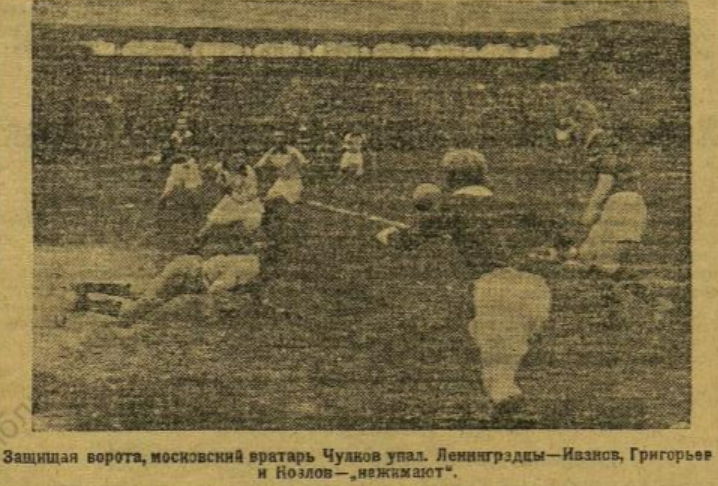

| Ленинград    | 1:0 | Москва |
| ------------ | --- | ------ |
| - Кусков 53′ |     |        |

| Игрок               | Клуб                             |     | Вышел на замену | Гол  |
| ------------------- | -------------------------------- | --- | --------------- | ---- |
| Соколов, Николай    | «Динамо»                         |     | 3               | (-2) |
|                     |                                  |     |                 |      |
| Корнилов, Александр | «Спартак» Володарский район      |     | 1               |      |
| Гостев III, Георгий | «Спартак» Василеостровский район |     | 11              |      |
|                     |                                  |     |                 |      |
| Филиппов III, Пётр  | «Спартак» Василеостровский район |     | 21              | 2    |
| Батырев, Павел      | «Спартак» Петроградский район    |     | 26              | 7    |
| Воног, Владимир     | «Красный путиловец»              |     | 9               |      |
|                     |                                  |     |                 |      |
| Григорьев, Пётр     | «Спартак» Центральный район      |     | 11              | 3    |
| Козлов, П.          | «Красный путиловец»              |     | 1               |      |
| Иванов, Георгий     | «Спартак» Центральный район      |     | 9               |      |
| Кусков, Владимир    | «Спартак» Василеостровский район | Гол | 3               | 1    |
| Богданов, Александр | «Динамо»                         |     | 6               |      |

| Чулков     |     |
|            |     |
| М.Соколов  |     |
| Пчеликов   |     |
|            |     |
| Пахомов    |     |
| Селин      |     |
| Никишин    |     |
|            |     |
| А.Макаров  | 55' |
| К.Блинков  |     |
| Исаков     |     |
| Канунников |     |
| Холин      |     |
| Замены     |     |
| С.Иванов   | 55' |

### 60. Ленинград — Москва — 1:0
Междугородний товарищеский матч 36 (отчет)

| Ленинград         | 1:0 | Москва |
| ----------------- | --- | ------ |
| - П.Григорьев 61′ |     |        |

| Игрок               | Клуб                             |     | Вышел на замену | Гол  |
| ------------------- | -------------------------------- | --- | --------------- | ---- |
| Соколов, Николай    | «Динамо»                         |     | 4               | (-2) |
|                     |                                  |     |                 |      |
| Корнилов, Александр | «Спартак» Володарский район      |     | 2               |      |
| Гостев III, Георгий | «Спартак» Василеостровский район |     | 12              |      |
|                     |                                  |     |                 |      |
| Филиппов III, Пётр  | «Спартак» Василеостровский район |     | 22              | 2    |
| Батырев, Павел      | «Спартак» Петроградский район    |     | 27              | 7    |
| Воног, Владимир     | «Красный путиловец»              |     | 10              |      |
|                     |                                  |     |                 |      |
| Родионов, Дмитрий   | «Спартак» Петроградский район    |     | 5               | 1    |
| Григорьев, Пётр     | «Спартак» Центральный район      | Гол | 12              | 4    |
| Иванов, Георгий     | «Спартак» Центральный район      |     | 10              |      |
| Кусков, Владимир    | «Спартак» Василеостровский район |     | 4               | 1    |
| Богданов, Александр | «Динамо»                         |     | 7               |      |

| Москва         |  |
| -------------- |  |
| Чулков         |  |
|                |  |
| М.Соколов      |  |
| В.Лапшин       |  |
|                |  |
| В.Ратов        |  |
| Селин          |  |
| Леута          |  |
|                |  |
| Н.Старостин    |  |
| П.Артемьев     |  |
| Исаков         |  |
| Канунников     |  |
| Вал. Прокофьев |  |

### 61. Ленинград — Закавказье — 4:2
Междугородний товарищеский матч 37 (отчет)

| Ленинград                                            | 4:2 | Закавказье                               |
| ---------------------------------------------------- | --- | ---------------------------------------- |
| - Г.Иванов 22′ 65′ - Кусков 45′ - Батырев 55′ (пен.) |     | - 15′ Пачулия - 88′ Перепетайло-Кузнецов |

| Игрок               | Клуб                             |                                 | Вышел на замену | Гол   |
| ------------------- | -------------------------------- | ------------------------------- | --------------- | ----- |
| Полежаев, Александр | «Спартак» Василеостровский район | Серебряный гол · Серебряный гол | 13              | (-20) |
|                     |                                  |                                 |                 |       |
| Корнилов, Александр | «Спартак» Володарский район      |                                 | 3               |       |
| Гостев III, Георгий | «Спартак» Василеостровский район |                                 | 13              |       |
|                     |                                  |                                 |                 |       |
| Филиппов III, Пётр  | «Спартак» Василеостровский район |                                 | 23              | 2     |
| Батырев, Павел      | «Спартак» Петроградский район    | Гол                             | 28              | 8     |
| Хухтинен, Иван      | «Красный путиловец»              |                                 | 3               |       |
|                     |                                  |                                 |                 |       |
| Родионов, Дмитрий   | «Спартак» Петроградский район    |                                 | 6               | 1     |
| Григорьев, Пётр     | «Спартак» Центральный район      |                                 | 13              | 4     |
| Иванов, Георгий     | «Спартак» Центральный район      | Гол · Гол                       | 11              | 2     |
| Кусков, Владимир    | «Спартак» Василеостровский район | Гол                             | 5               | 2     |
| Усов, Николай       | «Спартак» Василеостровский район |                                 | 1               |       |

| Закавказье           |     |
| -------------------- | --- |
| Папков               |     |
|                      |     |
| Мархатанов           |     |
| Косынков             |     |
|                      |     |
| Пруидзе              |     |
| Иванов               |     |
| Гаспарян             |     |
|                      |     |
| Перепетайло-Кузнецов | Гол |
| Жордания             |     |
| Мдивани              |     |
| Пачулия              | Гол |
| Сорокин              |     |

## Неофициальные матчи
1. Тренировочный матч
| 5 мая Неоф (1) | Ленинград                                    | 6:3 | Ленинград (II)                          | Центральное поле Губпрофсовета, Ленинград |
| | - Антипов 2′ - Г.Архангельский (2:1)′ (3:1)′ |     | - (2:3)′ Кудрявцев - (3:3)′ П.Казаринов |                                           |
| Ленинград: А.Рябов - Горбунов, Ежов - И.Хухтинен, Батырев, Гуськов - К.Егоров, Антипов, Г.Архангельский, М.Бутусов Ленинград: Савинцев - А.Корнилов, Трутнев - К.Хухтинен, А.Столяров, А.Васильев - Румянцев, П.Казаринов, Кудрявцев, Кусков |                                              |     |                                         |                                           |

2. Тренировочный матч
| 12 мая Неоф (2) | Ленинград                                         | 7:2 | Ленинград (II)                              | Центральное поле Губпрофсовета, Ленинград |
| | - М.Бутусов 5′ 20′ - Батырев 45′ (пен.) - Антипов |     | - 30′ Колотушкин - (3:2)′ (пен.) А.Васильев |                                           |
| Ленинград: Н.Соколов - Эд.Эммерих, Ежов - П.Филиппов, Батырев, Гуськов - К.Егоров, М.Бутусов, Г.Архангельский, Антипов, П.Казаринов Ленинград: ... Колотушкин, А.Васильев ... |                                                   |     |                                             |                                           |

3. Междугородний матч
| 6 июн Неоф (3) | Ленинград (II)                                                       | 5:0 | Москва | Стадион им.Ленина, Ленинград               |
| | - Д.Киселев 35′ - Г.Иванов 44′ ~75′ - А.Богданов ~80′ - Антипов ~85′ |     |        | Зрителей: ~5000 Судья: В.Рябоконь (Москва) |
| Ленинград: Савинцев - А.Корнилов, Д.Штукин - А.Васильев, Воног, Феоктистов - Д.Родионов, Г.Иванов, Д.Киселев, Антипов, А.Богданов Москва: М.Леонов - И.Хрусталев (~25' В.Лапшин), К.Блинков (~25' В.Лапшин) - В.Ратов, Селин, Никишин - Н.Сорокин, Чеснов, Вик.Соколов, Б.Дементьев, Шапошников |                                                                      |     |        |                                            |

4. Тренировочный матч
| 16 июн Неоф (4) | Ленинград                                     | 4:4 | Ленинград (II)  | Стадион им.Ленина, Ленинград |
| | - М.Бутусов (3:3)′ - Эд.Эммерих (4:4)′ (пен.) |     | - (2:3)′ Кусков |                              |
| Ленинград: Н.Соколов - Эд.Эммерих, Ежов - П.Филиппов, Батырев, Воног - К.Егоров, М.Бутусов, Г.Иванов, Антипов, А.Богданов Ленинград: Савинцев - А.Корнилов, Д.Штукин - Феоктистов, Варфоломеев, Гуськов - Д.Родионов, Кусков, Д.Киселев, Колотушкин, П.Казаринов |                                               |     |                 |                              |

5. Междугородний матч
| 21 июн Неоф (5) | Ленинград (II)                                                      | 4:0 | Харьков | Стадион им.Ленина, Ленинград              |
| | - П.Козлов 20′ (3)′ - Г.Архангельский (2)′ - А.Васильев (4)′ (пен.) |     |         | Зрителей: 6000 Судья: А.Рябоконь (Москва) |
| Ленинград: А.Рябов - А.Корнилов, Д.Штукин - А.Васильев, Варфоломеев, Гуськов - Д.Родионов, П.Козлов, Г.Архангельский, Кусков, А.Богданов Харьков: Норов - Кротов (~60' Бобрышев), К.Фомин - Ус, В.Фомин, Привалов - Губарев, Шпаковский, Алферов, Бем, Лоза |                                                                     |     |         |                                           |

6. Международный матч
| 6 июл Неоф (6) | Ленинград (II)                                                | 2:2 | Финляндия (TUL)                | Стадион им.Ленина, Ленинград     |
| | - П.Козлов 25′ - Д.Родионов ~35' (пен.) - Г.Архангельский 86′ |     | - 60′ Линдберг - 75′ Лундстрем | Зрителей: ~7000 Судья: В.Бутусов |
| Ленинград: Левицкий - А.Корнилов, Трутнев - И.Хухтинен, А.Столяров, Гуськов - Д.Родионов, П.Козлов, Г.Архангельский, Д.Киселев, А.Богданов (TUL): Хальме - Вуоринен, Бьерк - Саволайнен, Лехто, Тиммонен - Холмен, Гренлунд, Лундстрем, Линдберг, Ильвонен |                                                               |     |                                |                                  |

7. Междугородний матч
| 6 июл Неоф (7) | Ленинград                    | 4:0 | Харьков «металлисты» | Харьков |
| | - Бутусов - Антипов - Кусков |     |                      |         |
| Ленинград: Савинцев - Эд.Эммерих, Ежов - П.Филиппов, Батырев, Воног - К.Егоров, М.Бутусов, Кусков, Антипов, П.Казаринов |                              |     |                      |         |

8. Матч на ежегодном спортивном празднике «Динамо»
| 12 июл Неоф (8) | Ленинград (III) | 1:5 | «Динамо» | «Динамо», Ленинград |
| Ленинград: Левицкий - Соколов, Иванов - И.Хухтинен, А.Столяров, П.Бутусов - Болотников, Кудрявцев, Емельянов, Д.Киселев, А.Штукин |                 |     |          |                     |

9. Междугородний матч
| 20 сен Неоф (9) | Ленинград (II)                          | 2:2 | Москва                                  | Стадион им.Ленина, Ленинград |
| | - А.Васильев 44′ (пен.) - П.Козлов ~50′ |     | - 15′ (пен.) К.Блинков - 37′ П.Артемьев |                              |
| Ленинград: Полежаев - Д.Штукин, Трутнев - А.Васильев, Феоктистов, Варфоломеев - Д.Родионов, П.Козлов, Евдокимов, Б.Шелагин, Сапожников Москва: Чулков - М.Соколов, Пчеликов - Пахомов, Селин, Никишин - С.Иванов, П.Артемьев, Исаков, Канунников, К.Блинков |                                         |     |                                         |                              |

10. Междугородний матч
| 3 окт Неоф (10) | Ленинград                                                           | 4:4 | Москва (II)                                           | Москва                                      |
| | - Г.Иванов ~40′ - П.Филиппов (2Т)′ (пен.) (2Т)′ (пен.) (2Т)′ (пен.) |     | - ~20′ Б.Дементьев - ~22′ ? - ~24′ (пен.) ? - (2Т)′ ? | Зрителей: 8000 Судья: П.Бутусов (Ленинград) |
| Ленинград: Н.Соколов - А.Корнилов (~30' Д.Штукин ), Г.Гостев - П.Филиппов, Феоктистов, Воног - П.Григорьев, П.Козлов (~65' Павлов), Г.Иванов, Кусков, А.Богданов · Москва: М.Леонов - Рущинский, К.Блинков - Н.Артемов, А.Коротков, Малахов - Сорокин, Чеснов, Вик.Соколов, Б.Дементьев, Мидлер |                                                                     |     |                                                       |                                             |

11. Матч «чемпион — сборная» Чемпионата Ленинграда 1926
| 31 окт Неоф (11) | Ленинград                                                                      | 6:4 | «Динамо» | Стадион им.Ленина, Ленинград      |
| | - М.Бутусов (1:1)′ (2:1)′ (3:3)′ (пен.) (4:3)′ (5:3)′ (пен.) - Г.Иванов (6:4)′ |     |          | Зрителей: 2000 Судья: Е.Михельсон |
| Ленинград: Савинцев - Г.Гостев, Ежов - П.Бутусов, Воног, И.Хухтинен - П.Григорьев, М.Бутусов, Г.Иванов, Кусков, Усов «Динамо»: Н.Соколов - ... А.Артемьев ... |                                                                                |     |          |                                   |

|  |  |

## Комментарии
1. ↑  К.Есенин указывал для сборной Москвы только междугородние и международные матчи[1]
2. ↑  В реестре матчей сборной Санкт-Петербурга (Петрограда, Ленинграда), опубликованном группой ленинградских историков и статистиков под редакцией Н.Киселёва[2] учтены только междугородние матчи со сборными городов и республик
3. ↑  Г.Калянов предложил разделение матчей на официальные и товарищеские (для сборной Москвы)[3]
4. ↑  в том числе недоигранные и аннулированные, а также сыгранные с неформатными сборными и клубами — все матчи, объявленные как матчи официальных турниров
5. ↑  Матчи второй, третьей и т. д. (дублёров), а также ведомственных (например, сборной профсоюзов) сборных считаются неформатными. Тем не менее, междугородние матчи и «русской», и «английской» сборных Санкт-Петербурга и Москвы начала века, согласно установившейся традиции, учитываются историками[4][5][1] в их реестрах
6. ↑  Тем не менее, несколько международных матчей 1910-х годов с командами, формально не соответствующими строго данному критерию, но в игровом плане нередко подавляюще превосходившими сборные Санкт-Петербурга и Москвы, учтены[6][7] в их реестрах

### Периодика
- «Красный спорт» Москва 1926. НЭБ — rusneb.ru.
- «Спартак» Ленинград 1926. РГБ — search.rsl.ru.
- «Вестник физической культуры» Харьков 1926. Sport.pdf — vk.com.
- «Красная газета» Ленинград 1926. РНБ — primo.nlr.ru.
- Материалы периодики 1926 (в изложении). История московского и подмосковного футбола — vk.com.